# 神経ガス

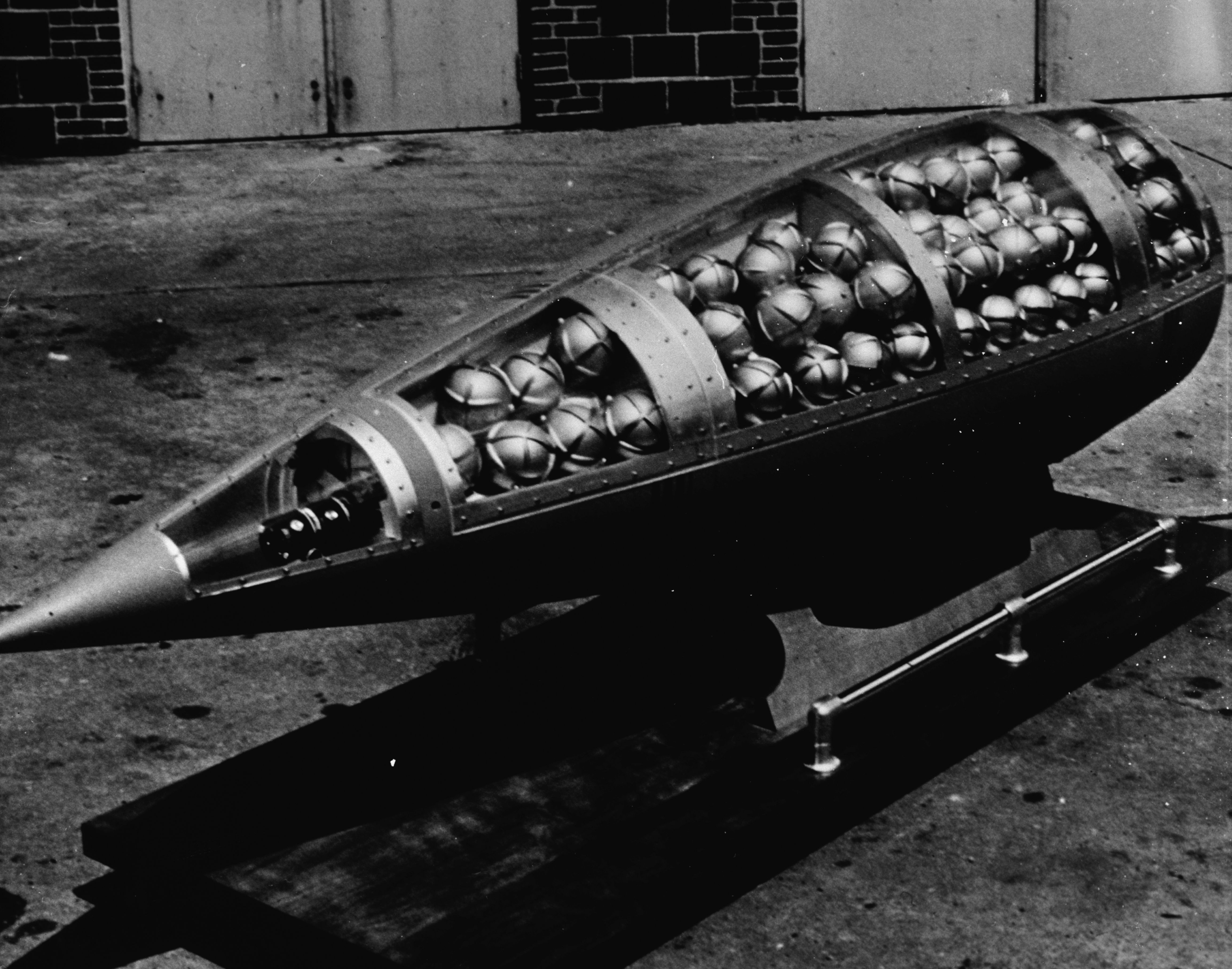
神経ガスの一種サリンを充填するための容器 (M139 GB) で満たされたクラスター弾頭（アメリカ陸軍のMGR-1 オネスト・ジョン用M190弾頭）

神経ガス（しんけいガス）または神経剤（しんけいざい,　Nerve agent）は有機リンの一種で、神経伝達を阻害する作用を持つ化合物の総称である。神経伝達物質であるアセチルコリンを分解する酵素アセチルコリンエステラーゼの働きを阻害することにより、神経伝達を阻害する。慣習的に「神経剤」と呼ばれているが、脳内の中枢神経や感覚神経に対する作用は弱く、実質的には筋肉の正常な動きをできなくするコリンエステラーゼ阻害剤であるため、神経毒ではなく酵素毒に分類されることがある。化学兵器（毒ガス）としても認知されており、国際連合から大量破壊兵器としての指定も受けている。1993年に締結され1997年4月29日に発効した化学兵器禁止条約により、多くの国で製造と保有が禁止されている。
曝露すると瞳孔の収縮、唾液過多、痙攣、尿失禁、便失禁などが毒性症状として表れ、最終的には呼吸器の筋肉が麻痺し窒息死する。ある種の神経ガスは気化しやすい、あるいはエアロゾルになりやすい。体内への主要な侵入経路は呼吸器系であるが、皮膚からも吸収されるため、安全に取り扱うには防毒マスクのほかに全身を覆う化学防護服が必要となる。

## 生物学的な効果

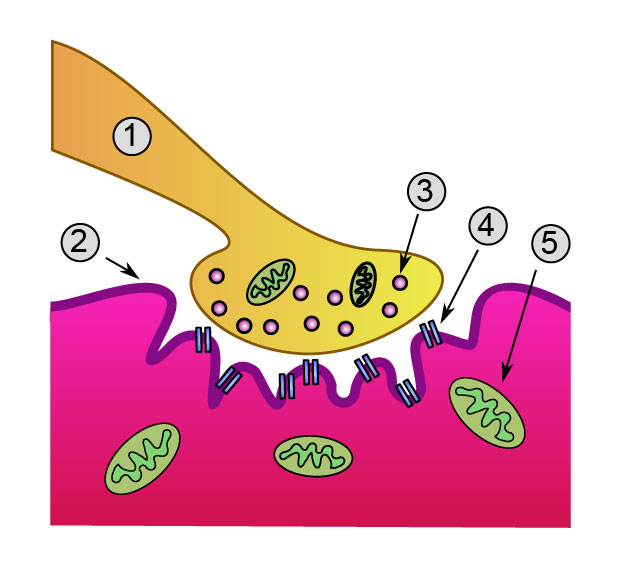
運動神経と筋肉の接合部位における正常な反応 神経終末 (1) の神経終末球にインパルスが伝わると、神経伝達物質アセチルコリンを含むシナプス小胞 (3) からアセチルコリンがシナプス間隙に放出される。筋肉側の形質膜 (2) 上にはアセチルコリン受容体 (4) が位置し、アセチルコリンを受け取ると、筋肉が収縮する。アセチルコリンはアセチルコリンエステラーゼによって即座に分解される。

名前の通り、人体の神経系を攻撃する。具体的には筋肉を収縮する神経伝達物質の伝達を阻害し、筋肉の活動を停止させてしまう。
神経ガスに曝露した時の初期症状としては、鼻水が出て、呼吸が苦しくなり、瞳孔が収縮するといったものがある。症状が重くなると呼吸困難となり、吐き気、唾液過多となる。さらに重くなると体全体が麻痺し、嘔吐や失禁などの全身症状が現れる。これらの症状は筋肉の収縮と痙攣が原因となっており、最終的には昏睡状態となり痙攣を起こして窒息死する。
神経ガスの影響は長期に渡り、累積性もある。死を免れた場合でも、一旦現れた障害は長期に渡って残存する。

### 作用機序
正常に機能している運動神経では神経伝達物質のアセチルコリンが放出され、この刺激が筋肉や臓器に伝わることにより筋肉が収縮し、運動が制御されている。刺激が送られた後は、酵素アセチルコリンエステラーゼが刺激物質であるアセチルコリンを分解することにより、筋肉や臓器の運動指令を解除し筋肉を緩和させている。
体内に神経ガスが入ると、酵素アセチルコリンエステラーゼのアセチルコリン認識部位と神経ガス成分の間に共有結合を形成してしまい、その結果アセチルコリンの分解がストップし中枢神経系が混乱する。その間もアセチルコリンが分解されず増加し続けるため、結果的に神経信号が伝達されず筋肉の収縮が止まらない状態となる。
筋肉だけでなく分泌腺や臓器にもその影響が現れるため、よだれや涙、鼻水などが出る。

### 解毒剤
アトロピンやその誘導体はアセチルコリン受容体を塞ぐ、すなわち抗コリン作用を持つため解毒剤として用いられる。しかし受容体を塞ぐということはそれ自体が毒性を持つということでもある。
プラリドキシム塩化メチル（2-塩化パム）やプラリドキシムヨウ化メチル（PAM）もまた解毒剤として知られている。これはアトロピンとは異なり、血流中で神経ガスを中和するという機構で作用している。安全であり、長時間効果を持続できる薬剤であると考えられている。
アメリカ軍等では、兵士の自己治療用として、自動注射器付きのMk1神経剤解毒剤キット等を準備している。
アメリカでは、CHEMPACKプログラムで3種類の解毒剤 (アトロピン、プラリドキシム、ベンゾジアゼピン）が各地に保管され、病院内と病院外で使用する解毒剤が事前準備されている。
日本においては、各都道府県に神経剤解毒剤自動注射器が配布されている。

## 分類

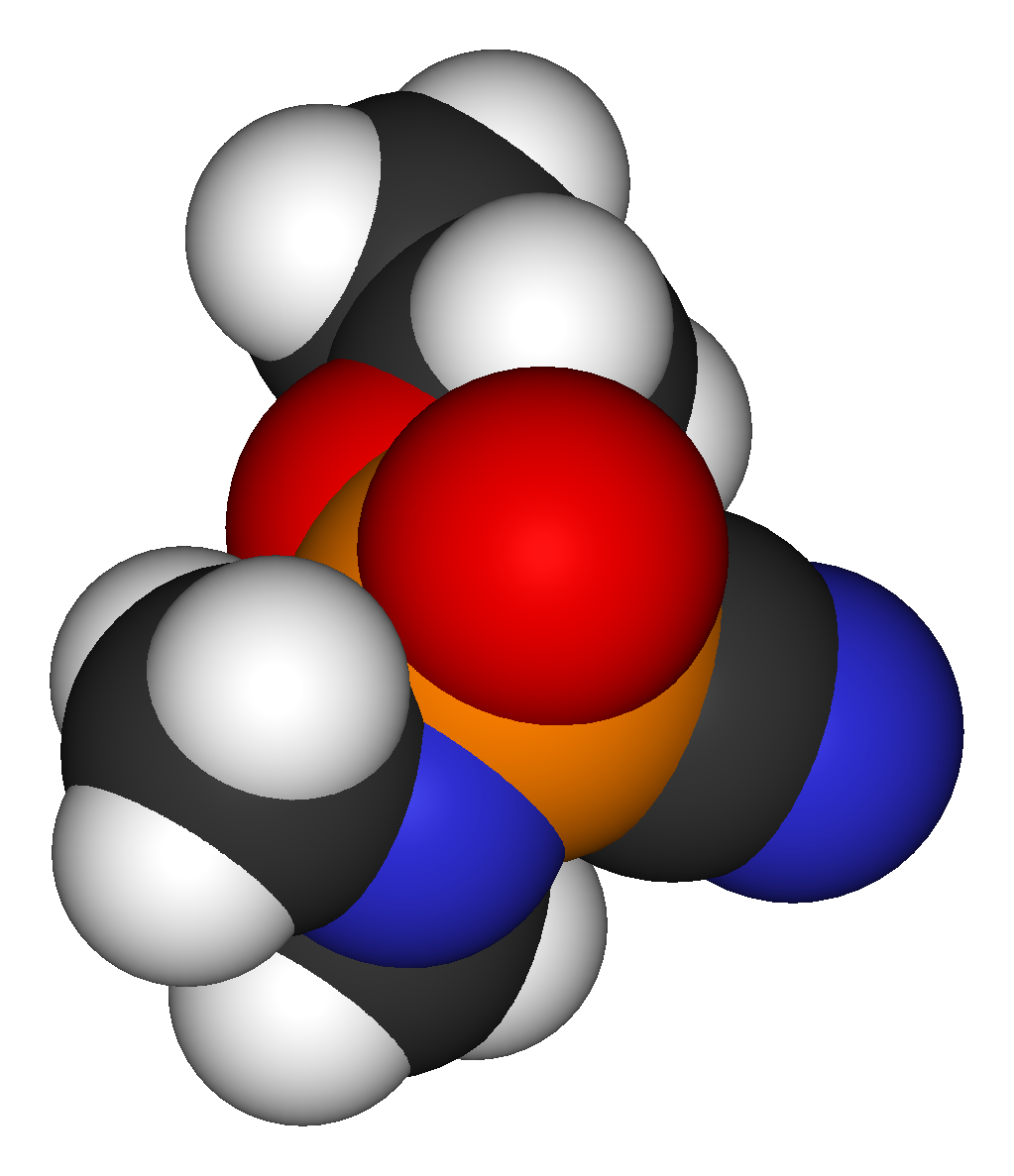
タブンの分子模型。橙色がリン原子

世代が区別されており、第一世代は第二次世界大戦前の化学兵器、第二世代はG剤（Gシリーズ）、第三世代はV剤（Vシリーズ）、第四世代はAシリーズと分類されている。

### G剤
ドイツの科学者によって発見されたところからGermanyの頭文字を取って「G剤」と命名された。G剤に分類される化合物は全て第二次世界大戦、もしくはその直後にゲルハルト・シュラーダーによって初めて合成されたものである。
神経ガスの中では最も古い部類に入る。最初に合成されたのはタブン（1936年）であり、次いでサリン（1938年）、ソマン（1944年）、シクロサリン（1949年）が合成された。

### V剤

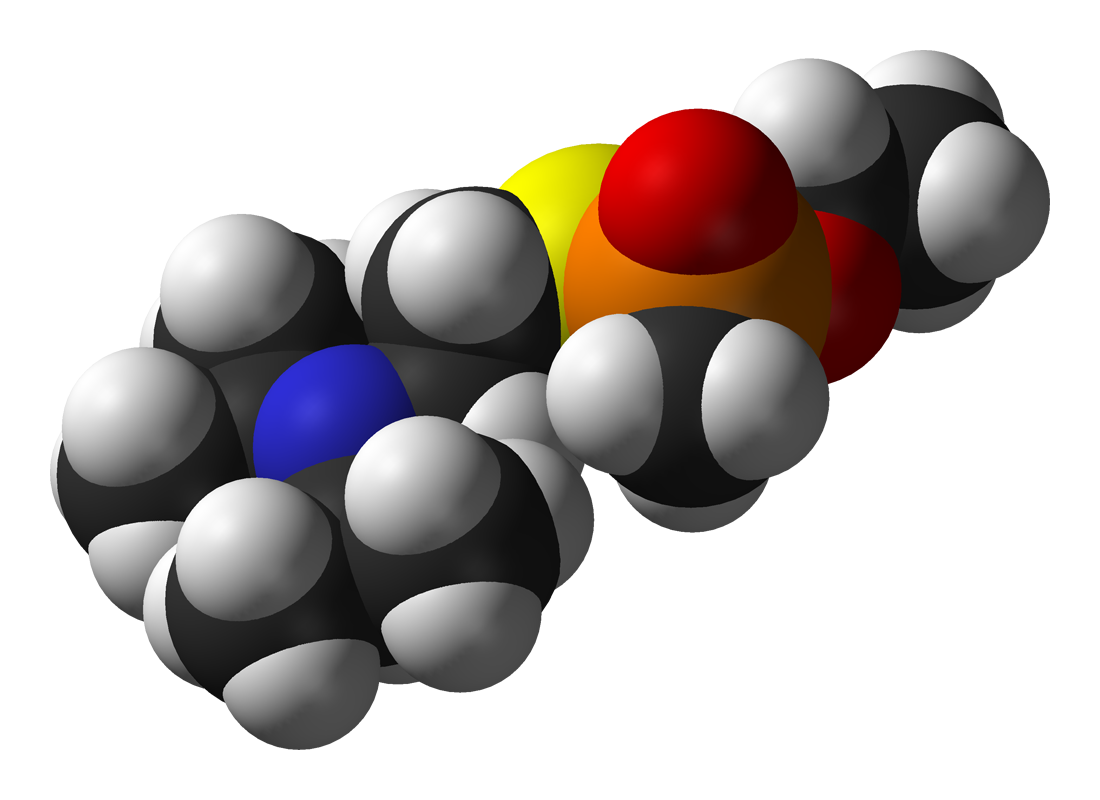
O-エチル-S-（2-ジイソプロピルアミノエチル）メチルホスホノチオラート（VXガス）の分子模型。橙色がリン原子

V剤は英語の Venomous（有毒な、の意）から命名された。VE、VG、VM、VXの4種が存在する。V剤の中で最も研究が進んでいる VX は、イギリスのポートンダウンで1952年に発見されアメリカで開発された。他の化合物についてはそれほど研究も進んでおらず、詳細な性質も不明である。VX ガスはサリンガスに比べてきわめて高い毒性を持っている。LD50 μg/Kg（ラット、呼気）で比較するとサリン420に対してVXは15であり単純計算すれば28倍の毒性を持つことになる。
分解しにくく洗い流しにくいため、衣服や物質の表面に長期に渡って付着するなど、持続的な毒性を持つ。またオイルに似た外見と物性のため、最も曝露しやすいのは皮膚となる。

### Aシリーズ
ノビチョク剤は1970年代初頭からソビエト連邦によって開発された神経ガスである。化学物質の開発を行う研究機関GosNIIOKhTで開発された。最高機密として情報が守られ、他国での研究が進んでいないため、解毒や対処、検出などが難しいとされている。ただし、窒素爆弾のように実在しない可能性も高い。

### その他
アルキルquarternary salt N-methylcarbamate系の物質（カーバメート剤）も神経毒性が非常に強いため、神経ガスとしての研究がなされている。ノビチョクと同時に化学兵器禁止条約の禁止物質となったため、一部の文献では同じようなグループとして扱われていることがある。

### 殺虫剤
ジクロルボスやマラチオン、パラチオンといった有機リン系の殺虫剤は他の神経ガスと同じ作用機構を持っている。昆虫の代謝と哺乳類の代謝経路は異なるが、人間をはじめとする哺乳類に対しても影響があることが確認された。環境残留性があり、農業従事者や動物類がこれらの殺虫剤に長期に渡って曝露した際の影響は未調査である。多くの国で使用が制限されている。

## 歴史

### 神経ガスの発見
1936年12月23日、シュラーダーの研究グループが偶然発見したのが最初である。このグループによって発見された神経ガスはG剤と呼ばれている。
IG・ファルベンに所属するシュラーダーは、1934年からレバークーゼンの研究室で新しい殺虫剤を開発する仕事をしていたが、その際にタブンを合成した。
殺虫実験では、タブンは非常に強い効果を示した。5ppmのタブンが葉についたシラミを殺すことが確認された。そして1937年1月、シュラーダーは研究室の作業台にこぼした1滴のタブンが人間に対しても作用することを確認した。数分で実験助手が縮瞳、めまい、激しい息切れを起こし、完全な回復には3週間を要した。
1935年にはナチスにより軍事的に重要な発明はドイツ陸軍省に届け出なければならないという法令が出されたため、1937年5月にシュラーダーはタブンのサンプルをベルリンのシュパンダウにあるドイツ陸軍省の化学兵器部門に送付した。その後ベルリンのドイツ国防軍化学研究室でシュラーダーによるデモンストレーションが行われ、シュラーダーの持つ特許と関連する研究が機密扱いとなった。化学兵器部門の責任者であるリュディガー (Rüdiger) 大佐は軍事研究を進めるため新しい研究室の設立を命令し、シュラーダーもすぐに新研究室に移動した。新研究室はルール渓谷のヴッパータール＝エルバーフェルト (Wuppertal-Elberfeld) に設立されたが、この研究は第二次世界大戦中は機密扱いとなった。
3つの化合物サリン、ソマン、タブンは新研究所で化学兵器として開発されたが、実戦で用いられることはなかった。シクロサリンは終戦後の1949年に開発された。

### ナチスによる大量生産
1939年、リューネブルガーハイデのラウプカンマー森林地帯に位置し、ドイツ軍の実験場でもあるムンスター駐屯地に、タブン製造の先行プラントが設置された。続く1940年1月には暗号名ホッホヴェルク (Hochwerk) と名付けられた秘密プラントの建設が開始された。建設場所は現在のポーランドのブジェク・ドルニ (Brzeg Dolny) であり、シレジアのヴロツワフから約40 km離れたオーデル川の辺りであった。
プラントは大きく、2.4×0.8 kmに及んでいた。プラント内では全ての中間体と最終目的物であるタブンが合成され、製造はプラント内で完結できるようになっていた。プラントに必要な物資を作る軍事工場も機密扱いであり、シレジア北部のクラピッツ（Krappitz, 現在のクラポヴィツェ Krapowice）に物資が保管された。IG・ファルベンの子会社であるアノルガナ社 (Anorgana GmbH) により工場は運用され、また当時ドイツにあった他の全ての化学兵器工場も同社により運営された。
プラントの機密を厳しく保たねばならず、製造工程も困難を極めたため、本格的な生産を始めるまでには1940年1月から1942年6月までの期間を要した。タブンの前駆体の多くは腐食性があるため、石英や銀を用いていない反応容器は徐々に役に立たなくなった。またタブンはそれ自身が非常に強い毒性を持つため、製造の最終段階では二重にしたガラスの反応容器を用い、なおかつガラスとガラスの間に加圧した空気を循環させ、装置の破損を防いだ。
このプラントでは3,000人のドイツ国民が働いており、非常時に備えて全員分の防毒マスクとゴム／布／ゴムで重ねられた防護服が用意されていた。防護服は不意の破損を防ぐため、10回使用したらまだ異常がなくても廃棄することになっていた。しかし本格的なプラント始動が始まる前から数えると300件以上の事故が起きており、2年半の稼動で少なくとも10人以上が死亡した。いくつかの事件については『A Higher Form of Killing: The Secret History of Chemical and Biological Warfare』に記載してある。以下にその例を示す。
- 4人のパイプ整備工が誤って液体のタブンを頭からかぶってしまった。防護服を脱がせる間もなく4人は死亡した。
- ある作業者が誤って、2リットルの液体タブンを防護服の首の部分から防護服内部に入れてしまった。彼は2分のうちに死亡した。
- タブンの噴流が顔面に当たり、7人の作業者の防護マスクの内側にまで侵入した。蘇生措置が試みられたが、生き残ったのは2人であった。

プラントがソビエト連邦軍に差し押さえられるまでに、10,000トンから30,000トンのタブンが製造されたと考えられている。

### ナチス・ドイツと神経ガス
1939年中期にサリンが発見され、その製法はドイツ陸軍の化学兵器部門に引き渡された。その後軍事利用のために大量生産の命令が出たため、多くの試験プラントが建設され、大規模プラントも建設が開始された。しかし大規模プラントは終戦までには完成しなかった。ナチス・ドイツによって製造されたサリンの全量は500kgから10トン程度だと見積もられている。
その間ドイツの知識人は、連合国から発行されている科学雑誌にこれらの化合物についての記事がなかったことから、連合軍もこれらの化合物の存在を知っており、連合国側でも軍事機密にしているとの仮定を立てた。サリンやタブン、ソマンは既に弾頭に組み込まれていたが、ドイツが化学兵器を使用することでそれに対する徹底的な報復が行われる可能性を恐れ、結局ドイツ政府は連合国に対して化学兵器を使用しないことを決定した。しかし連合国は終戦後にこれらの化学兵器を確保するまで、その存在と毒性については全く知らなかった。
この詳細はジョセフ・ボルキン (Joseph Borkin) の著書『IGファルベンの犯罪と罰』 The Crime and Punishment of IG Farben に示されている。

### 機密解除の後で
第二次世界大戦の後、連合国は弾頭に詰められた化学兵器を回収し、連合国内ですぐに研究に取り掛かった。1952年にはポートンダウンの研究グループが VX を発見したが、その研究はすぐに放棄された。1958年にイギリス政府により、イギリスの持つVXの技術情報がアメリカ合衆国の持つ水素爆弾関連の情報と交換された。その後1961年にはアメリカ合衆国は大量の VX ガスを生産し研究を行った。この研究の結果、更に3つの神経ガスが発見された。この4つの化合物（VE, VG, VM, VX）は総称してV剤と呼ばれる。

### 第二次世界大戦後の利用
第二次世界大戦が終結して2006年に至るまで、神経ガスが戦場で大規模に使われたことはないが、1981年から1988年にかけて行われたイラン・イラク戦争においては、イラクがクルド人の村であるハラブジャで神経ガスを含む幾何かの量の化学兵器を用いた。その後勃発した湾岸戦争ではイラクが神経ガスを用いることはなかったが、米軍と英軍がハーミシーヤ (Khamisiyah) の化学倉庫を破壊する際に保管されてあった神経ガスに曝露した者がいた。神経ガスの被害を防ぐために抗コリン剤を服用しなければいけないという事実、そして神経ガスそのものへの恐怖は湾岸戦争症候群の一因となったとする説もある。
日本の宗教団体オウム真理教はサリンやVXを実用化し、サリンやVXによる暗殺襲撃事件や、松本サリン事件、地下鉄サリン事件を起こした。これらオウム真理教による事件は化学兵器が使用された、史上初のテロ事件とされる。オウム真理教のようなテロ組織が毒ガスを製造して散布することが可能であることが実証され、世界的にも大きな衝撃を与えた。

### 海洋投棄問題
1972年、アメリカ合衆国連邦議会は化学兵器の海洋投棄を禁止した。しかしながらそれまでに32,000トンの神経ガスやマスタードガスがアメリカ合衆国軍により海洋投棄されてきた。海洋投棄の代表担当者代理を務めたウィリアム・ブランコビッツ (William Brankowitz) によって作成された1998年の報告書では、アメリカ合衆国の軍用化学物質管理局が最低でも26の化学兵器を、最低でも11の地点に海洋投棄したということが明かされた。しかし記録が残っていないため、現在のところ海洋投棄が行われた場所は、その半数がおぼろげに明らかになっているだけであり、正確な地点は確認されていない。
これらの化学兵器が海洋環境にどのような影響を与えるかは2006年現在のところ不明である。近年の漁獲量が落ちた原因であると考える者もいるが、海洋投棄と漁獲量減少とを結びつける証拠は示されていない。化学兵器の入った鋼鉄製容器の耐久性や、鋼鉄容器がどの地点のどの程度深いところに存在しているかといった事実はもう誰も知ることができない。万一神経ガスが海洋に漏れ出した場合、タブン、ソマン、サリン、マスタードガスなどは水によって分解される性質を持つためさほど深刻な問題は起きないと予想されているが、VXガスは分解されないためもしもVXガスが海洋投棄されていた場合は極めて危険な環境破壊を引き起こす可能性が高い。

## 大衆文化
一般人の持つ恐れと恐怖のイメージのため、神経ガスはテレビや映画、ゲームなど、フィクション作品の定番となっている。この場合、犯罪組織やテロ組織が大量の神経ガスを保持し、人口密集地で神経ガスを散布するという内容で脅す、というものが多い。
1972年にマイケル・クライトンがジョン・ラング (John Lange) 名義で出版した小説『バイナリー』では架空の神経ガス ZV が登場し、小説のストーリーに不可欠な要素として登場する。ZV はG剤や VX とほぼ同様の毒性を持たせた形で描かれているが、小説内では実在の神経ガスについて触れられてはいない。
1986年の映画『エイリアン2』では、架空の神経ガスであるCN-20が登場する。その後は1996年のアクション映画『ザ・ロック』でVXが登場し、同年の『エグゼクティブ・デシジョン』では架空の神経ガス DZ-5 が登場した。2002年の『トリプルX』では水に触れると無毒化する Silent Night が架空の神経ガスとして登場した。2005年の『ソウ2』では神経ガスが「ゲーム」に用いられた。
同様の手法はゲームにも用いられている。例を1つ挙げると、アメリカ合衆国や欧州諸国で発売された『Tom Clancy's Rainbow Six 3: Raven Shield』では、テロリストが食料にVXを混入させようとするストーリーが見られる。
やがて、神経ガスはテレビにも登場するようになった。イギリスのテレビ番組「Spooks」では、VX でロンドンの中央部を攻撃するというシミュレーション場面が登場する。近年ではFOX製作のテレビドラマ「24 -TWENTY FOUR-」のシーズン5で、神経ガスが登場するエピソードがある。
ポスト・グランジ系バンドのシーザー (Seether) は、改名前は "Saron Gas" という名だった。